# Bridge of Spies
Bridge of Spies is een Amerikaanse film uit 2015 van regisseur Steven Spielberg. De film is gebaseerd op een waargebeurd verhaal. Het script werd geschreven door Matt Charman en de broers Joel en Ethan Coen.

## Verhaal
De film gaat over de Amerikaanse advocaat James B Donovan die, nadat hij een aantal jaar als verzekeringsadvocaat werkte, Rudolf Abel strafrechtelijk moet verdedigen. Deze woonde een aantal jaar als schilder in de Verenigde Staten en spioneerde daar voor de Sovjet-Unie. Als er gedurende de rechtszaak en de gevangenisstraf van Rudolf Abel de Amerikaanse piloot Gary Powers tijdens een geheime missie boven Rusland wordt neergehaald en door de Russen gevangen wordt genomen, en ook de Amerikaanse student Frederic Pryor die in Berlijn studeert wordt opgepakt, is het aan advocaat James B Donovan om naar Oost-Berlijn af te reizen om een ruil te regelen tussen de Verenigde Staten en de Sovjet-Unie op de Glienicker Brücke (de "spionnenbrug") in Berlijn.

## Rolverdeling
- Tom Hanks – James B. Donovan
- Mark Rylance – Rudolf Abel
- Amy Ryan – Mary McKenna Donovan
- Alan Alda – Thomas Watters
- Austin Stowell – Francis Gary Powers
- Domenick Lombardozzi – Agent Blasco
- Sebastian Koch – Wolfgang Vogel
- Michael Gaston – Williams
- Peter McRobbie – Allen Dulles
- Stephen Kunken – William Tompkins
- Joshua Harto – Bates
- Eve Hewson – Carol Donovan

## Prijzen en nominaties
De belangrijkste:
| Jaar | Prijs         | Categorie                | Genomineerde(n)                                         | Uitslag     |
| ---- | ------------- | ------------------------ | ------------------------------------------------------- | ----------- |
| 2016 | BAFTA Award   | Beste film               | Beste film                                              | Genomineerd |
| 2016 | BAFTA Award   | Beste regisseur          | Steven Spielberg                                        | Genomineerd |
| 2016 | BAFTA Award   | Beste mannelijke bijrol  | Mark Rylance                                            | Gewonnen    |
| 2016 | BAFTA Award   | Beste cinematografie     | Janusz Kamiński                                         | Genomineerd |
| 2016 | BAFTA Award   | Beste montage            | Michael Kahn                                            | Genomineerd |
| 2016 | BAFTA Award   | Beste filmmuziek         | Thomas Newman                                           | Genomineerd |
| 2016 | BAFTA Award   | Beste productieontwerp   | Rena DeAngelo en Adam Stockhausen                       | Genomineerd |
| 2016 | BAFTA Award   | Beste originele scenario | Joel en Ethan Coen                                      | Genomineerd |
| 2016 | BAFTA Award   | Beste geluid             | Richard Hymns, Drew Kunin, Andy Nelson en Gary Rydstrom | Genomineerd |
| 2016 | Academy Award | Beste film               | Beste film                                              | Genomineerd |
| 2016 | Academy Award | Beste mannelijke bijrol  | Mark Rylance                                            | Gewonnen    |
| 2016 | Academy Award | Beste originele scenario | Joel en Ethan Coen                                      | Genomineerd |
| 2016 | Academy Award | Beste filmmuziek         | Thomas Newman                                           | Genomineerd |
| 2016 | Academy Award | Beste geluid             | Richard Hymns, Drew Kunin, Andy Nelson en Gary Rydstrom | Genomineerd |
| 2016 | Academy Award | Beste productieontwerp   | Rena DeAngelo en Adam Stockhausen                       | Genomineerd |

## Productie
Aanvankelijk heette het filmproject St. James Place. Matt Charman schreef het script en bood het aan bij DreamWorks, het productiebedrijf van regisseur Steven Spielberg. Vervolgens werden Joel en Ethan Coen ingeschakeld om het originele script te herschrijven. In maart 2015 onthulde producent Marc Platt dat de film zou uitgebracht worden onder de titel Bridge of Spies.
In mei 2014 raakte bekend dat Tom Hanks gecast was als hoofdrolspeler. De opnames gingen in september 2014 van start in Brooklyn (New York). Een maand later verhuisde de productie naar Europa, waar er opnames plaatsvonden in Berlijn, Potsdam en Wrocław. Later werd er ook gefilmd op de Beale Air Force Base in Californië.
Op 4 oktober 2015 ging de film in première op het filmfestival van New York.

## Trivia
- Bridge of Spies is de vierde samenwerking tussen acteur Tom Hanks en regisseur Steven Spielberg. Het duo werkte ook samen aan Saving Private Ryan (1998), Catch Me If You Can (2002) en The Terminal (2004). Daarnaast waren de twee ook producenten van de miniseries Band of Brothers (2001) en The Pacific (2010).